# Исперих (община)
Община Исперих е разположена в Североизточна България и е една от съставните общини на област Разград. Административен център е град Исперих.

## География

### Географско положение, граници, големина
Общината е разположена в североизточната част на област Разград. С площта си от 402,244 km2 заема 3-то място сред 7-те общини на областта, което съставлява 16,55% от територията на областта. Границите ѝ са следните:
- на юг – община Самуил;
- на югозапад – община Разград;
- на северозапад – община Завет;
- на север – община Главиница, област Силистра;
- на североизток – община Тутракан, област Силистра;
- на югоизток – община Каолиново, област Шумен.

### Природни ресурси

#### Релеф
Община Исперих се намира в централната част на Източната Дунавска равнина. Релефът ѝ е равнинен и слабо хълмист, с дълбоко всечени долини и суходолия, като надморската височина варира от 200 до 300 m и се понижава от юг на север. Цялата територия на общината попада в северната част на Лудогорското плато и тук южно от село Малко Йонково, на границата с община Самуил се намира най-високата ѝ точка – 348,4 m. Западно от село Райнино, в суходолието на река Царацар е най-ниската ѝ точка – 136 m н.в.

#### Води
Община Исперих е бедна на повърхностно течащи води. През нея от юг на север епизодично (през пролетта и при поройни дъждове) протичат водите на две реки Царацар и Сенковец, чиито суходолия достигат до река Дунав и те официално се смятат за нейни десни притоци. Река Царацар (Крапинец, 108 km) води началото си от община Самуил. Тя навлиза в община Исперих югозападно от село Бърдоква и тече на север в дълбока каньоновидна долина, всечена в аптските варовици на Лудогорското плато. Преминава последователно покрай селата Лудогорци, Голям Поровец и Малък Поровец. След мюсюлманското светилище Демир баба теке частично протича по границата с община Завет и западно от село Райнино напуска пределите на общината. В този си участък протичащ през общината реката почти през цялата година има постоянно течаща вода, което е изключение за повечето реки в Лудогорието. На територията на община Исперих в нея отляво се вливат двата ѝ най-големи притока: реките Война и Чаирлък. Река Война (Лудня, 35 Km) също води началото си от община Самуил. Югоизточно от село Малко Йонково навлиза в пределите на община Исперих и до бившето село Воден долината ѝ е широка. След това тя става каньоновидна и при село Малък Поровец се влива отляво в Царацар. Река Чаирлък (Текедере, 35 km) навлиза в община Исперих от към община Разград западно от село Йонково. Тя протича в дълбока каньоновидна долина и при мюсюлманското светилище Демир баба теке се влива отлява в Царацар.
В източната част на общината протича река Сенковец (102 km). Тя навлиза на територията ѝ източно от село Бърдоква и протича в дълбоко всечена в аптските варовици долина. Минава южно от град Исперих и западно от село Китанчево, където окончателно пресъхва. От там нататък долината ѝ представлява суходолие, в което епизодично протичат води. Североизточно от село Конево напуска пределите на общината. В нея отдясно, североизточно от село Лъвино се влива най-големият ѝ приток река Ясенковец.
В община Исперих има изградени няколко микроязовира, водите на които се използват основно за напояване. По-големи от тях са: „Исперих“ (на река Сенковец), „Малък Поровец 1“ (на река Война), „Мръсен гьол“ (източно от село Свещари) и др.

### Населени места
Общината се състои от 24 населени места. Списък на населените места, подредени по азбучен ред, население и площ на землищата им:
| Населено място | Пребр. на населението през 2021 г. | Площ на землището (в км2) | Забележка (старо име)  | Населено място | Пребр. на населението през 2021 г. | Площ на землището (в км2) | Забележка (старо име)          |
| Белинци        | 379                                | 12,910                    | Акчелар                | Лудогорци      | 614                                | 16,608                    | Дурач                          |
| Бърдоква       | 272                                | 8,736                     | Калъч Шерман, Бърдовка | Лъвино         | 882                                | 21,083                    | Арслан                         |
| Вазово         | 889                                | 20,843                    | Ески Балабанлар        | Малко Йонково  | 340                                | -                         | в з-щето на с. Йонково         |
| Голям Поровец  | 517                                | 22,228                    | Голяма Кокарджа        | Малък Поровец  | 312                                | 25,558                    | Малка Кокарджа                 |
| Делчево        | 383                                | 12,195                    | Вархатлар              | Печеница       | 216                                | 7,031                     | Осман махле                    |
| Драгомъж       | 310                                | 7,305                     | Исинлер                | Подайва        | 1635                               | 23,327                    |                                |
| Духовец        | 513                                | 19,713                    | Насъфчалар             | Райнино        | 262                                | 23,027                    | Кьосе абди                     |
| Исперих        | 7424                               | 35,735                    | Кеманлар               | Свещари        | 589                                | 122,459                   | Мумджилар                      |
| Йонково        | 631                                | 30,594                    | Юнуз абдал             | Средоселци     | 262                                | 6,778                     | Орта махале                    |
| Китанчево      | 1234                               | 21,926                    | Къдър                  | Старо селище   | 277                                | 18,983                    | Ески махале                    |
| Конево         | 81                                 | 18,595                    | Ат кьой                | Тодорово       | 685                                | 14,848                    | Юклии, Тодорево                |
| Къпиновци      | 210                                | 4,242                     | Кабулар махле          | Яким Груево    | 221                                | 17,520                    | Салдън                         |
|                |                                    |                           |                        | ОБЩО           | 19138                              | 402,244                   | 1 населено място е без землище |

## Административно-териториални промени
- Указ № 462/обн. 21.12.1906 г. – преименува с. Демир баба теке на с. Димитрово;
- Указ 19/обн. 20.10.1913 г. – признава н.м. Хаджи Камбер махле (от с. Старичене) за отделно населено място – м. Хаджи Камбер махле;

– признава н.м. Хаджи Абдул махлеси (от с. Старичене) за отделно населено място – м. Хаджи Абдул махлеси;
- Указ № 162/обн. 08.04.1931 г. – преименува с. Къдър на с. Китанчево;

– преименува с. Юклии на с. Тодорево;
- през 1934 г. – преименувана е м. Хаджи Абдул махлеси на м. Омур без административен акт;
- МЗ № 2820/обн. 14.08.1934 г. – преименува с. Калъч Шерман на с. Бърдовка;

– преименува с. Голяма Кокарджа на с. Голям Поровец;
- МЗ № 3072/обн. 11.09.1934 г. – преименува с. Кеманлар на с. Исперих;

– преименува с. Мумджилар на с. Свещари;
- МЗ № 3775/обн. 07.12.1934 г. – преименува с. Акчелар на с. Белинци;

– преименува с. Ески Балабанлар на с. Вазово;
– преименува с. Ферхатлар на с. Делчево;
– преименува с. Хюсеинлер на с. Драгомъж;
– преименува с. Насъфчилар (Нусуфчилар) на с. Духовец;
– преименува с. Юнуз абдал на с. Йонково;
– преименува м. Кабулар махле на м. Къпиновци;
– преименува с. Арслан на с. Лъвино;
– преименува м. Хаджи Камбер махле на м. Матовци;
– преименува с. Малка Кокарджа на с. Малък Поровец;
– преименува м. Осман махле на м. Печеница;
– преименува м. Апаз махле на м. Славщица;
– преименува м. Орта махле на м. Средоселци;
– преименува м. Ески махле на м. Старо селище;
– преименува с. Салладън на с. Яким Груево;
- МЗ № 1380/обн. 01.06.1939 г. – признава м. Матовци за с. Матовци;
- МЗ № 2191/обн. 27.06.1942 г. – преименува с. Ова Шерман на с. Волно;

– преименува с. Ат кьой (Ат) на с. Конево;
– преименува с. Кьосе абди на с. Райнино;
– преименува с. Омурджа на с. Старичене;
- Указ № 107/обн. 13.03.1951 г. – преименува с. Димитрово на с. Сборяново;
- Указ № 317/обн. 13.12.1955 г. – заличава с. Драгомъж и го присъединява като квартал на с. Малък Поровец;

– заличава с. Матовци и го присъединява като квартал на с. Китанчево;
- Указ № 582/обн. 29.12.1959 г. – заличава м. Омур и с. Старичене и ги присъединява като квартали на с. Тодорово;
- Указ № 38/обн. 02.02.1960 г. – признава с. Исперих за гр. Исперих;
- Указ № 960/обн. 4 януари 1966 г. – отстранява грешката в името на с. Бърдовка на с. Бърдоква;

– отстранява грешката в името на с. Тодорево на с. Тодорово;
- Указ № 463/обн. 02.07.1965 г. – заличава селата Волно и Сборяново поради изселване;

– заличава м. Славщица и я присъединява като квартал на с. Тодорово;
- Указ № 2294/обн. 26.12.1978 г. – признава м. Къпиновци за с. Къпиновци;

– признава м. Печеница за с. Печеница;
– признава м. Средоселци за с. Средоселци;
– признава м. Старо селище за с. Старо селище;
- Указ № 409/обн. 27.03.1981 г. – преименува с. Дурач на с. Лудогорци;
- Указ № 3005/обн. 09.10.1987 г. – отделя с. Иван Шишманово и неговото землище от община Исперих и го присъединява към община Завет;
- Указ № 250/обн. 22.08.1991 г. – отдела кв. Драгомъж от с. Малък Поровец и го възстановява като отделно населено място – с. Драгомъж;
- Указ № 69/обн. 20.03.2007 г. – признава н.м. Малка махала (от с. Йонково) за отделно населено място – с. Малко Йонково.

## Население

### Етнически състав
Преброяване на населението през 2011 г.
Численост и дял на етническите групи според преброяването на населението през 2011 г., по населени места (подредени по численост на населението):
| Населено място | Численост | Численост | Численост | Численост | Численост | Численост           | Численост     | Населено място | Дял (в %) | Дял (в %) | Дял (в %) | Дял (в %) | Дял (в %)           | Дял (в %)     |
| Населено място | Общо      | Българи   | Турци     | Цигани    | Други     | Не се самоопределят | Не отговорили | Населено място | Българи   | Турци     | Цигани    | Други     | Не се самоопределят | Не отговорили |
| Общо           | 22692     | 5680      | 13180     | 1875      | 42        | 137                 | 1778          | 100,00         | 25,03     | 58,08     | 8,26      | 0,18      | 0,60                | 7,83          |
| -------------- | --------- | --------- | --------- | --------- | --------- | ------------------- | ------------- | -------------- | --------- | --------- | --------- | --------- | ------------------- | ------------- |
| Исперих        | 8973      | 4665      | 2799      | 598       | 26        | 53                  | 832           | Исперих        | 51,98     | 31,19     | 6,56      | 0,28      | 0,59                | 9,27          |
| Белинци        | 477       | 5         | 468       | 0         | 0         | 0                   | 4             | Белинци        | 1,04      | 98,11     | 0,00      | 0,00      | 0,00                | 0,83          |
| Бърдоква       | 305       | 12        | 204       | 89        | 0         | 0                   | 0             | Бърдоква       | 3,93      | 66,88     | 29,18     | 0,00      | 0,00                | 0,00          |
| Вазово         | 1099      | 24        | 544       | 315       |           |                     | 210           | Вазово         | 2,18      | 49,49     | 28,66     |           |                     | 19,10         |
| Голям Поровец  | 569       | 92        | 462       | 0         | 3         | 6                   | 6             | Голям Поровец  | 16,16     | 81,19     | 0,00      | 0,52      | 1,05                | 1,05          |
| Делчево        | 467       |           | 461       | 3         | 0         |                     | 0             | Делчево        |           | 98,71     | 0,64      | 0,00      |                     | 0,00          |
| Драгомъж       | 375       | 8         | 119       | 200       |           |                     | 46            | Драгомъж       | 2,13      | 31,73     | 53,33     |           |                     | 12,26         |
| Духовец        | 570       |           | 568       | 0         | 0         |                     | 1             | Духовец        |           | 99,64     | 0,00      | 0,00      |                     | 0,17          |
| Йонково        | 760       | 48        | 703       | 0         | 0         | 3                   | 6             | Йонково        | 6,31      | 92,50     | 0,00      | 0,00      | 0,39                | 0,78          |
| Китанчево      | 1464      | 24        | 888       | 272       |           |                     | 263           | Китанчево      | 1,63      | 60,65     | 18,57     |           |                     | 17,96         |
| Конево         | 95        | 93        | 0         | 0         |           |                     | 1             | Конево         | 97,89     | 0,00      | 0,00      |           |                     | 1,05          |
| Къпиновци      | 219       |           | 210       | 8         | 0         |                     | 0             | Къпиновци      |           | 95,89     | 3,65      | 0,00      |                     | 0,00          |
| Лудогорци      | 761       | 49        | 655       | 14        | 0         | 7                   | 36            | Лудогорци      | 6,43      | 86,07     | 1,83      | 0,00      | 0,91                | 4,73          |
| Лъвино         | 1082      | 97        | 719       | 170       | 0         | 7                   | 89            | Лъвино         | 8,96      | 66,45     | 15,71     | 0,00      | 0,64                | 8,22          |
| Малко Йонково  | 388       | 3         | 369       | 10        |           |                     | 3             | Малко Йонково  | 0,77      | 95,10     | 2,57      |           |                     | 0,77          |
| Малък Поровец  | 329       | 118       | 194       |           |           | 0                   | 15            | Малък Поровец  | 35,86     | 58,96     |           |           | 0,00                | 4,55          |
| Печеница       | 297       | 0         | 245       | 11        | 0         | 0                   | 41            | Печеница       | 0,00      | 82,49     | 3,70      | 0,00      | 0,00                | 13,80         |
| Подайва        | 1613      | 23        | 1245      | 171       |           |                     | 152           | Подайва        | 1,42      | 77,18     | 10,60     |           |                     | 9,42          |
| Райнино        | 430       | 243       | 164       |           |           | 8                   | 14            | Райнино        | 56,51     | 38,13     |           |           | 1,86                | 3,25          |
| Свещари        | 645       | 144       | 486       | 0         | 4         | 0                   | 11            | Свещари        | 22,32     | 75,34     | 0,00      | 0,62      | 0,00                | 1,70          |
| Средоселци     | 318       | 0         | 302       | 0         |           |                     | 15            | Средоселци     | 0,00      | 94,96     | 0,00      |           |                     | 4,71          |
| Старо селище   | 343       | 15        | 315       |           |           | 4                   | 7             | Старо селище   | 4,37      | 91,83     |           |           | 1,16                | 2,04          |
| Тодорово       | 798       | 9         | 763       | 4         |           |                     | 21            | Тодорово       | 1,12      | 95,61     | 0,50      |           |                     | 2,63          |
| Яким Груево    | 315       | 4         | 297       | 9         | 0         | 0                   | 5             | Яким Груево    | 1,26      | 94,28     | 2,85      | 0,00      | 0,00                | 1,58          |

### Вероизповедания
Численост и дял на населението по вероизповедание според преброяването на населението през 2011 г.:
|                     | Численост | Дял (в %) |
| Общо                | 22 692    | 100,00    |
| Православие         | 4872      | 21,47     |
| Католицизъм         | 29        | 0,12      |
| Протестантство      | 20        | 0,08      |
| Ислям               | 12 232    | 53,90     |
| Друго               | 8         | 0,03      |
| Нямат               | 209       | 0,92      |
| Не се самоопределят | 896       | 3,94      |
| Непоказано          | 4426      | 19,50     |

## Транспорт
През общината от юг на север, а след общинския център на североизток преминава участък от 24,7 km от трасето на жп линията Самуил – Силистра.
През общината преминават частично или изцяло 7 пътя от Републиканската пътна мрежа на България с обща дължина 115,1 km:
- участък от 27,6 km от Републикански път II-23 (от km 68 до km 95,6);
- участък от 29,9 km от Републикански път III-205 (от km 13,7 до km 43,6);
- последният участък от 18,4 km от Републикански път III-702 (от km 3,7 до km 22,1);
- последният участък от 2,7 km от Републикански път III-2005 (от km 33,2 до km 35,9);
- началният участък от 10 km от Републикански път III-2304 (от km 0 до km 10,0);
- началният участък от 10,1 km от Републикански път III-2305 (от km 0 до km 10,1);
- целият участък от 16,4 km от Републикански път III-2306.

## Топографска карта
- Лист от карта K-35-6. Мащаб: 1 : 100 000.
- Лист от карта K-35-7. Мащаб: 1 : 100 000.
- Лист от карта K-35-18. Мащаб: 1 : 100 000.
- Лист от карта K-35-19. Мащаб: 1 : 100 000.